# Albert Kusilowi
Albert Kusilowi (georgisch ალბერტ კუზილოვი; * 5. Februar 1985) ist ein georgischer Gewichtheber.

## Werdegang
Kusilowi erreichte 2006 bei den Europameisterschaften Platz zwölf und bei den Weltmeisterschaften Platz zehn in der Klasse bis 94 kg. Bei den Weltmeisterschaften 2007 wurde er 13. in der Klasse bis 105 kg. 2008 nahm er an den Olympischen Spielen in Peking teil, bei denen er den sechsten Platz erreichte. Bei den Weltmeisterschaften 2009 gewann er Bronze. Allerdings wurde er bei der Dopingkontrolle positiv auf Metandienon getestet und für zwei Jahre gesperrt. Nach seiner Sperre gewann er bei den Europameisterschaften 2013 Bronze im Reißen, im Stoßen hatte er jedoch keinen gültigen Versuch. Auch bei den Weltmeisterschaften 2014 gelang ihm kein gültiger Versuch im Stoßen.